# バートン湖
バートン湖（英語: Lake Burton）は、東南極のプリンセス・エリザベス・ランドにあるヴェストフォール丘陵の麓にある部分循環性の潟湖である。オーストラリアによって領有が主張される領域に属し、英語では "Burton Lagoon" と表記されることもある。この湖の面積は1.35平方キロメートルで、その体積は969万立方メートル、平均水深は7.16メートルで最深部は18.3メートルに及ぶ。湖の名称は、ヴェストフォール丘陵で研究に勤しんだ生物学者のH・R・バートンに由来する。
この湖は1年のうち10～11ヶ月の間、氷に閉ざされている。感潮水路でクルークド・フィヨルドに繋がるのも、季節変化に応じた６～７ヶ月の間でしかない。この感潮水路の幅は20メートル、水深は約2メートルである。バートン湖は東南極にある第四十三南極特別保護地区（英語: Antarctic Specially Protected Area (ASPA) No. 143）内にある唯一の部分循環するラグーンであり、接近するには法規に基づく特別な許可が必要で、厳密な規則を順守する必要がある。
このラグーンに棲息する珪藻の研究では、41種が確認され、好冷光合成バクテリアの宝庫であることが明らかになっている。バートン湖における従属栄養性バクテリアからなる微生物相と光合成バクテリアの生態系に関する研究は1970年代から1980年代にかけて行われた。この過程で、湖水の塩分濃度が表面氷の直下からに深度に比例して増加していき湖底に濃度の高い塩水層が生じていることや、季節による日照の有無と湖水に含まれる酸素の有無といった環境条件が、バクテリアに分類される光栄養生物の生育に寄与していることが明らかになっている。

## 地理と気候
バートン湖は、東南極のプリンセス・エリザベス・ランドにあるイングリット・クリステンセン海岸にあり、概ねインド半島と同経度である。この海岸は東経72度33分のジェニングス岬から、東経81度24分の西棚氷の西端までの区間でプリンセス・エリザベス・ランドの西半分を占め、アメリー棚氷の東に隣接する。湖の名称は南極のヴェストフォール丘陵で研究に勤しんだ生物学者のＨ・Ｒ・バートンに由来する

この湖は、かつては入江であり、ムーレ半島として知られるヴェストフォール丘陵西部における重要な地形と見なされている
この湖は ソーダル氷河の北西、オールドロイド島の南東、Tryne 諸島 (en) の南西にある。この湖の面積は1.35平方キロメートルで、その体積は969万立方メートル、平均水深は7.16メートルで最深部は18.3メートルに及ぶ
。
この南極特別保護地区内の気候は、湖の近くのマリーン台地の北西10キロメートルに設営されているデービス基地で観測されている。
そのため、この基地で観測された気象データは全て、湖の環境を把握する目的にも十分適う。この地域は寒冷海洋性気候に相当し、寒冷で乾燥しており、風が強く夏期には晴れる日も見られる。夏期には気温が氷点下1度から3度まで昇温することもあり、最高で5度を記録している。しかし 、一年の殆どは0度以下である。冬季には-40.7度を記録したことが有り、この程度の気温低下はさほど珍しくない。

## 保護地区

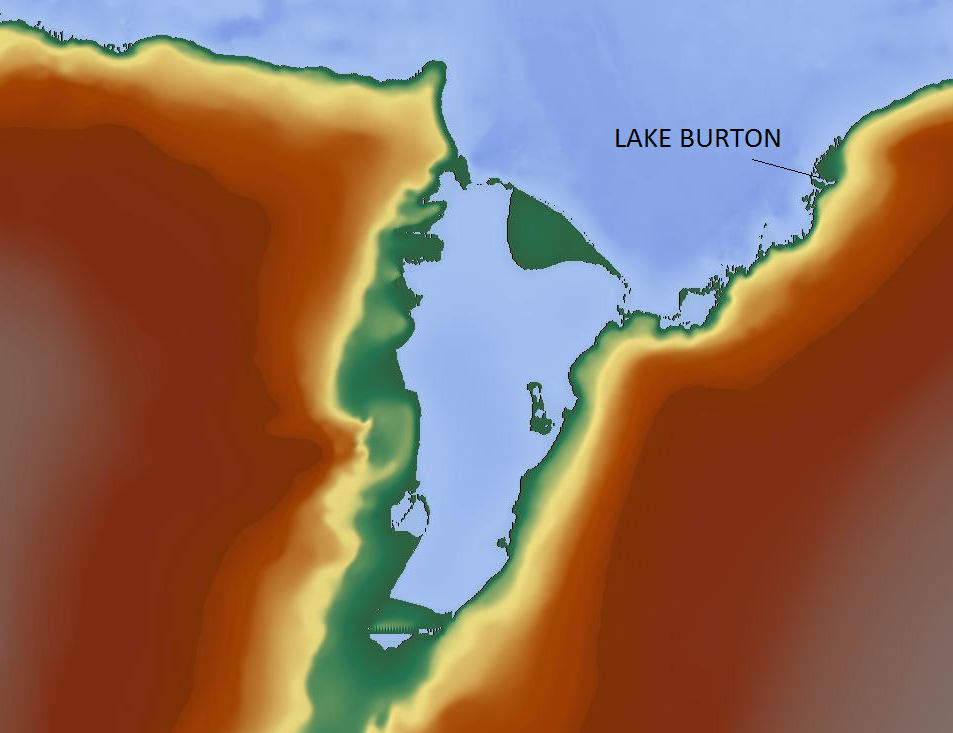
段彩図に示した湖の位置

バートン湖は東南極にある第四十三南極特別保護地区に属する唯一の部分循環する潟湖である。また、この湖は、海洋環境から陸域の湖水へ生物学的・生理化学的変遷過程（つまり湖の地質学的形成過程）が進行していることを特徴としている。
入域制限
湖を含む保護地区への立ち入りは、オーストラリア政府によって管理されている。許可は古生物学、古気候学、地質学、地形学、氷河学、生物学、陸水学に関わる厳密に特別な調査に限って与えられる。教育もしくは文化的な目的での訪問も許可されることがあるが、活動に関わる管理計画の提出が義務付けられている。いかなる目的による入域においても、この地区の生態学的、科学的価値を毀損してはならない。
保護地区への接近と地区内における移動にも制限がある。特に湖では動力付きの船の使用は許可されていない。研究目的を除いて、湖上空の飛行も認められていない。保護地区内での車両の利用も禁止されている。湖からのサンプル採集は科学調査目的でさえ最小限に抑制されており、最終のために外部から持ち込まれた器具は、あらゆる種類の汚染を防ぐため徹底的な洗浄を行わなければならない。ほかにも当局によって設けられた様々な制限があり、訪問者は厳格に順守する必要がある。

## 動植物
湖のあるムーレ半島は、化石が豊富に採掘可能なエリアである バートン湖内には海藻類が繁茂している。湖内の珪藻の研究では41種が同定されている。この湖は好冷光合成バクテリアの宝庫であり、ここでしか見出されていない種も含まれる。優占種としては Chlorobium vibrioforme と C. limicolaが挙げられ、その他の種として チオカプサ・ロゼオペルシシナ (Thiocapsa roseopersicina) と ロドシュードモナス・パルストリス が同定されている。
また、この湖では超微生物のPostgaardi mariagerens が発見されており、ユーグレノゾアの、それも所属位置不明の単系統群と考えられている。またこの湖では Diaphanoeca grandis や Diaphanoeca sphaerica、Saepicula leadbeateri、Spiraloecion didymocostatum gen. et sp. nov といった立襟鞭毛虫類が初めて確認されている。
魚類
かつて湖内で一度だけ確認された唯一の魚種はPagothenia borchgrevinki のみであるが、これはヴェストフォール丘陵周辺の沿岸やフィヨルド内で普通に見られる種類である。
動物プランクトン
この湖では後生生物の動物プランクトンが4種記録されている。それぞれ、Drepanopus bispinosus、Paralabidocera antarctica  （カイアシ類）、Rathkea lizzioides （花水母類）、そしてまだ命名されていない有櫛動物フウセンクラゲ目の1種である。さらに、水底には多くの全毛類や2種の線形動物、多くの海洋性端脚類や緩歩動物が群落を形作っている。

### 植生
季節に応じて湖の北側から放射状に流れ込む小川に沿って、地衣類が生育している。蘚類も見受けられるが、ポセイドン湖の北端のほうが豊富である。この地区全体では、23種の地衣類と6種の蘚類が記録されている。

## 研究の成果
バートン湖における従属栄養性バクテリアからなる微生物相と光合成バクテリアの生態系に関する研究は1970年代から1980年代にかけて行われた。この過程で、湖水の塩分濃度が表面氷の直下からに深度に比例して増加していき湖底に濃度の高い塩水層が生じており、微生物層の活動が酸素を消費することにより、化学特性の異なる水の層構造が生じ、その化学的な勾配が介在して、個別の微生物のコロニーを生み出すニッチが形作られ、68のバクテリアが分離されている。
1983年に行われた光合成細菌に関する調査研究では、識別された優占種はChlorobium vibrioforme および Chlorobium limicola だった。Thiocapsa roseopersicina と Rhodopseudomonas palustris も見つかったが、濃度は低かった。湖水中の無酸素層（水温は-5度から-2.2度の範囲）では、Chlorobium 属の複数種や、T. roseopersicina が見つかっている。また、夏期の日射の存在と冬季の暗闇、有酸素水や無酸素水の分布といった環境要因が、バクテリアに分類される光栄養生物の生育に関与していることが注目された。Chlorobium属の複数種による優占は、「冬季の新陳代謝の効率的な維持と光の弱い環境に対する利用効率の高さに起因する」。
1984年の植物プランクトンの最盛期が明瞭な南極の夏の間、ヴェストフォール丘陵の他の湖沼も含めて、ガスクロマトグラフィーを用いて、硫黄ガスの還元を評価する研究が行われた。ガスは固体の吸着剤－口径5オングストローム（メッシュ数80×100）の分子ふるい－に取り込まれ、還元硫黄化合物 (RSC) が検出された。
最も明瞭に検出されたのはジメチルスルフィドと硫化カルボニル、硫化水素だった。